# Трим (Ирска)
Трим (енгл. Trim, ир. Baile Átha Troim) је значајан град у Републици Ирској, у источном делу државе. Град је у саставу округа округа Мид и и представља највеће насеље у западном делу округа.

## Природни услови
Град Трим се налази у источном делу ирског острва и Републике Ирске и припада покрајини Ленстер. Град је удаљен 45 километара северозападно од Даблина. 
Трим је смештен у равничарском подручју источне Ирске, на прелазу преко реке Бојн. Надморска висина средишњег дела града је 60 метара.
Клима: Клима у Триму је умерено континентална са изразитим утицајем Атлантика и Голфске струје. Стога град одликује блага и веома променљива клима.

## Историја
Подручје Трима било насељено већ у време праисторије. У раном средњем веку насеље је било значајно верско средиште на острву.
Трим је од 1921. године у саставу Републике Ирске. Опоравак града започео је тек последњих деценија, када је град поново забележио нагли развој и раст.

## Становништво
Према последњим проценама из 2011. године. Трим је имао нешто преко 9 хиљада становника. Последњих година број становника у граду се брзо повећава.

## Збирка слика
- Црква Св. Патрика, главна градска богомоља
- Остаци замка у Триму
- Здање градског суда